# 古德龙·布尔维茨
歌德倫·希姆萊（德語：Gudrun Himmler；1929年8月8日—2018年5月24日）是海因里希·希姆莱和妻子玛格丽特·希姆莱的女儿。

## 生平
歌德倫在二战后被盟军逮捕，被迫出席纽伦堡审判並作证。歌德倫一生都没有放弃纳粹主义思想，不断地为维护父亲的声誉而斗争，还和援助前党卫队成员的新納粹主義组织走得很近。歌德倫的丈夫名为迪特尔·布尔维茨（Dieter Burwitz），是一名极右翼政党德国国家民主党的官员。